# Riksmötet 2017/2018
Riksmötet 2017/18 var Sveriges riksdags verksamhetsår 2017–2018. Det påbörjades vid riksmötets öppnande den 12 september 2017 och pågick fram till riksmötets öppnande den 25 september 2018.

## Talmanspresidiet
| Talman          | Första vice talman   | Andra vice talman | Tredje vice talman      |
| Urban Ahlin (S) | Tobias Billström (M) | Björn Söder (SD)  | Esabelle Dingizian (MP) |
| --------------- | -------------------- | ----------------- | ----------------------- |

- Ewa Thalén Finné efterträdde Tobias Billström som första vice talman den 11 oktober 2017.

## Händelser och beslut i urval

### 2017
- 12 september: Sveriges konung Carl XVI Gustaf öppnar riksmötet sedan riksdagen sammanträtt tidigare samma dag, med upprop av riksdagsledamöterna på dagordningen. Öppnandet följs av regeringsförklaring från statsminister Stefan Löfven.[1]
- 15 september: Riksdagen avslår en misstroendeförklaring mot Stefan Löfven med rösterna 136 (S+MP) mot, 43 (SD) för och 155 (M+C+V+L+KD) avstående.[2]
- 19 september: Riksdagen avslår en misstroendeförklaring mot Peter Hultqvist med rösterna 137 (S+MP) mot, 135 (M+SD+KD) för och 58 (C+V+L) avstående.[3]
- 20 september: Regeringen överlämnar sin budgetproposition för år 2018 till riksdagen.[4]
- 1 oktober: Ulf Kristersson väljs till partiledare för Moderaterna. Han efterträder Anna Kinberg Batra.[5]
- 11 oktober: Ewa Thalén Finné (M) väljs till första vice talman efter Tobias Billström.[6]
- 22 november: Riksdagen röstar igenom regeringens budgetproposition för år 2018 med 144 (S+MP+V) röster för, 113 (M+SD) röster mot och 48 (C+L+KD) avstående.[7]

### 2018
- 7 juni: 
  - Riksdagen bifaller Finansutskottets avslag på regeringens förslag om reglering av vinsterna i välfärden med 162 (M+SD+C+L+KD) röster för och 139 (S+MP+V) mot.[8]
  - Riksdagen röstar igenom gymnasielagen med 166 (S+MP+C+V) röster för och 134 (M+SD+L+KD) röster mot. Lagen innebär att minderåriga ensamkommande som sökt uppehållstillstånd innan 24 november 2015 och sedan fått avslag efter mer än 15 månader och under tiden ha fyllt 18 ska kunna få möjlighet till tillfälligt uppehållstillstånd för studier.[9]
- 20 juni: Riksdagen röstar igenom regeringens vårändringsbudget med 153 (S+MP+V) röster för, 39 (SD) röster mot och 125 (M+C+L+KD) avstående.[10]
- 25 september: Riksmötet 2018/2019 öppnas.

## Särskilda debatter
Nästan hälften av alla debatter i kammaren gäller ärenden som riksdagen ska besluta om, så kallade ärendedebatter. Men det ordnas också debatter där inga beslut fattas. Nedan finns en sammanställning av dessa. Referensen innehåller länk till det riksdagsprotokoll där debatten finns dokumenterad.

### Aktuella debatter
| Ämne                                         | Datum             | Ref.   |
| -------------------------------------------- | ----------------- | ------ |
| Situationen för ensamkommande                | 13 september 2017 | [ 11 ] |
| Attacker mot rättsväsendet                   | 16 november 2017  | [ 12 ] |
| Personlig assistans                          | 21 november 2017  | [ 13 ] |
| Metoo-uppropen                               | 11 december 2017  | [ 14 ] |
| Antisemitism i Sverige                       | 18 december 2017  | [ 15 ] |
| Situationen inom barn- och ungdomspsykiatrin | 9 mars 2018       | [ 16 ] |
| Rättsläget för personlig assistans           | 21 maj 2018       | [ 17 ] |
| Bekämpningen av skogsbränderna               | 30 augusti 2018   | [ 18 ] |

### Budgetdebatter
| Ämne                               | Datum             | Ref.   |
| ---------------------------------- | ----------------- | ------ |
| Förslag till statsbudget för 2018  | 20 september 2017 | [ 19 ] |
| 2018 års ekonomiska vårproposition | 16 april 2018     | [ 20 ] |

### Partiledardebatter
| Datum           | Ref.   |
| --------------- | ------ |
| 11 oktober 2017 | [ 21 ] |
| 17 januari 2018 | [ 22 ] |
| 13 juni 2018    | [ 23 ] |

### Utrikespolitisk debatt
| Datum            | Ref.   |
| ---------------- | ------ |
| 14 februari 2018 | [ 24 ] |

## Riksdagens sammansättning
Se även: Riksdagsvalet i Sverige 2014
Mandatfördelningen avser sammansättning vid öppnandet.
|        |                          |        |        |
| Parti  | Parti                    | Parti  | Mandat |
|        | Socialdemokraterna       | S      | 113    |
|        | Moderata samlingspartiet | M      | 83     |
|        | Sverigedemokraterna      | SD     | 47     |
|        | Miljöpartiet de Gröna    | MP     | 25     |
|        | Centerpartiet            | C      | 22     |
|        | Vänsterpartiet           | V      | 21     |
|        | Liberalerna              | L      | 19     |
|        | Kristdemokraterna        | KD     | 16     |
|        | Partilösa                | –      | 3      |
| Totalt | Totalt                   | Totalt | 349    |

- Hanna Wigh lämnade Sverigedemokraterna den 25 september 2017 och blev därefter politisk vilde.[25]
- Pavel Gamov lämnade Sverigedemokraterna den 10 november 2017 och blev därefter politisk vilde.[26]
- Stefan Nilsson lämnade Miljöpartiet den 28 november 2017 och blev därefter politisk vilde.[27]
- Pavel Gamov, Hanna Wigh och Margareta Larsson bildade en ny politisk grupp den 3 januari, Sveriges Partipolitiskt Oberoende Lista. Huruvida gruppen bör räknas som ett riksdagsparti eller inte är dock oklart.[28]
- Olle Felten lämnade Sverigedemokraterna den 15 mars 2018 och anslöt sig därefter till Alternativ för Sverige. Formellt blev han emellertid partilös.[29]
- Jeff Ahl lämnade Sverigedemokraterna den 27 mars 2018 och anslöt sig därefter till Alternativ för Sverige. Formellt blev han emellertid partilös.[30]
- Mikael Jansson lämnade Sverigedemokraterna den 9 april 2018 och anslöt sig därefter till Alternativ för Sverige. Formellt blev han emellertid partilös.[31]

## Utskottspresidier
Listan avser presidierna som de såg ut vid respektive utskotts första sammanträde, vilka ägde rum mellan 14 september och 26 september 2017.
| Utskott | Ordförande                | Vice ordförande          |
| ------- | ------------------------- | ------------------------ |
| KU      | Beatrice Ask (M)          | Björn von Sydow (S)      |
| FiU     | Fredrik Olovsson (S)      | Ulf Kristersson (M)      |
| SkU     | Per Åsling (C)            | Jörgen Hellman (S)       |
| JuU     | Tomas Tobé (M)            | Annika Hirvonen (MP)     |
| CU      | Caroline Szyber (KD)      | Johan Löfstrand (S)      |
| UU      | Kenneth G. Forslund (S)   | Karin Enström (M)        |
| FöU     | Allan Widman (L)          | Åsa Lindestam (S)        |
| SfU     | Fredrik Lundh Sammeli (S) | Johan Forssell (M)       |
| SoU     | Emma Henriksson (KD)      | Anna-Lena Sörenson (S)   |
| KrU     | Olof Lavesson (M)         | Gunilla Carlsson (S)     |
| UbU     | Lena Hallengren (S)       | Christer Nylander (L)    |
| TU      | Karin Svensson Smith (MP) | Jessica Rosencrantz (M)  |
| MJU     | Matilda Ernkrans (S)      | Kristina Yngwe (C)       |
| NU      | Jennie Nilsson (S)        | Lars Hjälmered (M)       |
| AU      | Raimo Pärssinen (S)       | Elisabeth Svantesson (M) |

## Nyckelpersoner i partierna

### Partiledare
- S: Stefan Löfven
- M: Anna Kinberg Batra, till 1 oktober 2017.
  - Från 1 oktober 2017: Ulf Kristersson
- SD: Jimmie Åkesson
- MP: Isabella Lövin och Gustaf Fridolin (språkrör)
- C: Annie Lööf
- V: Jonas Sjöstedt
- L: Jan Björklund
- KD: Ebba Busch Thor

### Gruppledare
- S: Anders Ygeman
- M: Jessica Polfjärd, till 3 oktober 2017.
  - Från 3 oktober 2017: Tobias Billström[32]
- SD: Mattias Karlsson
- MP: Maria Ferm och Jonas Eriksson, till 15 januari 2018.
  - Från 16 januari 2018: Maria Ferm
- C: Anders W. Jonsson
- V: Mia Sydow Mölleby
- L: Christer Nylander
- KD: Andreas Carlson

### Partisekreterare
- S: Lena Rådström Baastad
- M: Anders Edholm, till 12 oktober 2017.
  - Från 12 oktober 2017: Gunnar Strömmer[33]
- SD: Richard Jomshof
- MP: Amanda Lind
- C: Michael Arthursson
- V: Aron Etzler
- L: Maria Arnholm
- KD: Acko Ankarberg Johansson, till 14 september 2018
  - Från 14 september 2018: Peter Kullgren[34]